# 온더보더

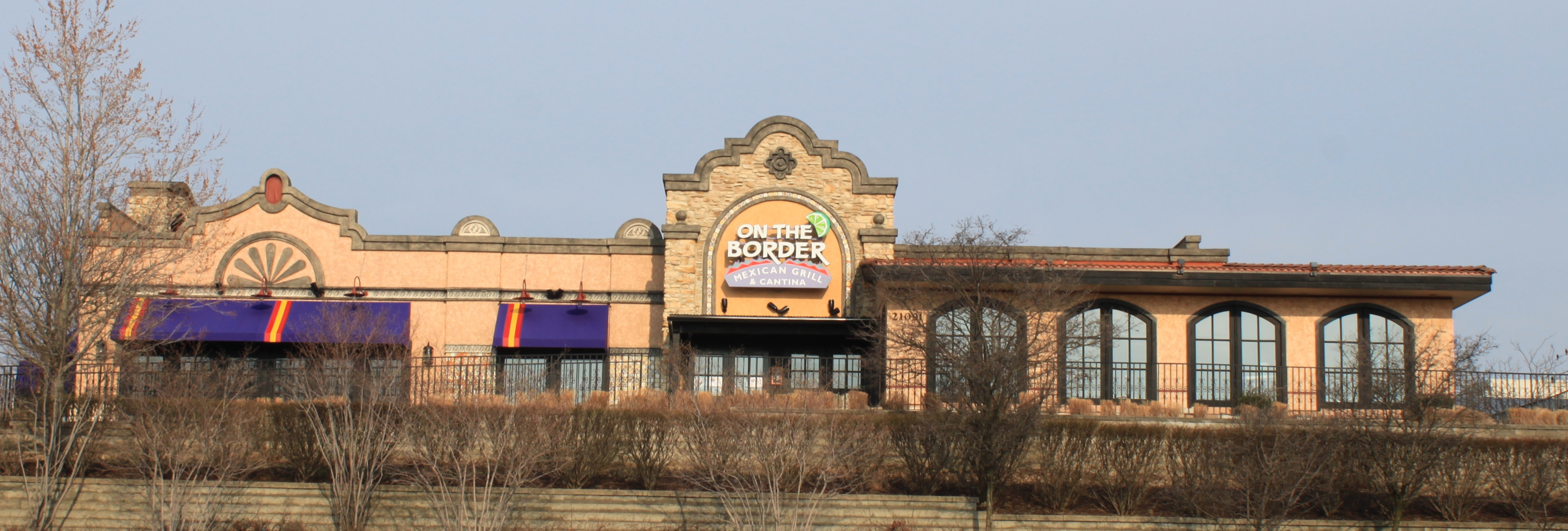
미시간주의 온더보더

온더보더 (On the Border Mexican Grill & Cantina)는 미국에 있는 멕시코풍 레스토랑 프렌차이즈이다. 본사는 텍사스주 어빙에 위치해 있다.

## 역사
1982년 미국 텍사스주 댈러스를 시작으로 미국 내 150여 개의 매장을 운영하고 있으며 푸에르토리코, 아시아, 중동 등으로 시장을 확장하며 글로벌 레스토랑으로 성장하고 있다.
대한민국에는 2007년에 서울특별시 서대문구 신촌에서 첫 번째 매장을 오픈했다. 2021년 8월 기준 한국내에 12개의 매장을 운영하고 있으며, 차별화된 맛과 최상의 서비스로 국내 멕시칸 레스토랑 시장을 선도하고 있다.

## 매장 안내
| 매장명                     | 주소                                                   | 전화번호        |
| 수원 AK점                  | 경기 수원시 팔달구 덕영대로 924 AK플라자 수원점 6층    | 031-240-1975    |
| 코엑스 도심공항점          | 서울시 강남구 테헤란로 87길 22, 도심공항 1층           | 02-565-0682     |
| 여의도 IFC점               | 서울시 영등포구 국제금융로 10 IFC몰 지하3층            | 02-6137-5682    |
| 롯데월드몰점               | 서울시 송파구 올림픽로 300 롯데월드몰 캐쥬얼동 6층     | 02-3213-4615    |
| 타임스퀘어점               | 서울시 영등포구 영중로 15, 지하1층                     | 02-2672-0682    |
| 광화문 D타워점             | 서울시 종로구 종로3길 17, D타워 2층                    | 02-2251-8282    |
| 스타필드 하남점            | 경기도 하남시 미사대로 750, 스타필드 G280호            | 031-8072-8682~3 |
| 이태원점                   | 서울시 용산구 이태원로 211 한남빌딩 2층                | 02-792-0682~3   |
| 롯데몰 김포공항점          | 서울시 강서구 하늘길 38 롯데몰 김포공항점 GF층         | 02-6116-5182~3  |
| 일산 원마운트점            | 경기도 고양시 일산 서구 한류월드로 300, 원마운트2층    | 031-961-6771~2  |
| 부산 서면점                | 부산광역시 부산진구 중앙대로 672(부전동, 삼정타워) 2층 | 051-520-3697~8  |
| 현대 프리미엄아울렛 대전점 | 대전광역시 유성구 테크노중앙로 123, 1층 1126호         | 042-332-2805    |